# Pudding Butte
Pudding Butte är en kulle i Antarktis. Den ligger i Östantarktis. Australien gör anspråk på området. Toppen på Pudding Butte är 1 420 meter över havet.
Terrängen runt Pudding Butte är varierad. Trakten är obefolkad. Det finns inga samhällen i närheten. 